# Epicrionops
Epicrionops är ett släkte av groddjur. Epicrionops ingår i familjen Rhinatrematidae.
Släktets arter förekommer i norra Sydamerika från Colombia till norra Bolivia.
Arter enligt Catalogue of Life:
- Epicrionops bicolor
- Epicrionops columbianus
- Epicrionops lativittatus
- Epicrionops marmoratus
- Epicrionops niger
- Epicrionops parkeri
- Epicrionops peruvianus
- Epicrionops petersi